# Barry Smith
Barry Smith, né le 4 juin 1952 à Bury dans le Grand Manchester, est un philosophe britannique qui enseigne à l'université de Buffalo (New York). Il est également chercheur au New York State Center of Excellence in Bioinformatics and Life Sciences. Il a été, de 2002 à 2006, directeur de l'Institute for Formal Ontology and Medical Information Science à Leipzig et Sarrebruck. Depuis 2019, Barry Smith est professeur invité à l'Université de la Suisse Italienne.
Smith est l'auteur de quelque 450 publications, dont 15 ouvrages à titre d'auteur ou d'éditeur, et éditeur de la célèbre revue The Monist. Ses recherches portent principalement sur l'ontologie formelle.

## Publications
- Structure and Gestalt: Philosophy and Literature in Austria-Hungary and Her Successor States (éd.) (1981)
- Parts and Moments. Studies in Logic and Formal Ontology (éd.) (1982).
- B. Smith (éd.), Foundations of Gestalt Theory, München-Wien, Philosophia Verlag, 1988.
- Adolf Reinach, Sämtliche Werke. Kritische Ausgabe mit Kommentar, Band I: Die Werke, Teil I: Kritische Neuausgabe (1905–1914), Teil II: Nachgelassene Texte (1906–1917); Band II: Kommentar und Textkritik (éd. avec Karl Schuhmann) (1989).
- Handbook of Metaphysics and Ontology, 2 vol. (éd. avec Hans Burkhardt) (1991).
- Austrian Philosophy: The Legacy of Franz Brentano, Chicago-LaSalle, Open Court, 1994.
- The Cambridge Companion to Husserl (éd. avec David W. Smith) (1995).
- Rationality and Irrationality (éd. avec Berit Brogaard) (2001).
- John Searle (éd.) (2003).